# Army Men: Mobile Ops
Army Men: Mobile Ops — видеоигра, разработанная Twistbox Games и изданная Connect2Media для мобильных телефонов.

## Игровой процесс
Игрок выбирает из семи юнитов, используя по три для каждой миссии.

### Юниты
Среди доступных единиц имеются:
- Стрелок
- Солдат с базукой
- Гренадер
- Минометчик
- Радист
- Снайпер
- Минный тральщик

## Отзывы
Pocket Gamer дал этой игре оценку в 9/10.